# Parole di ghiaccio
Parole di ghiaccio è un singolo del rapper italiano Emis Killa, pubblicato il 9 marzo 2012 come secondo estratto dal primo album in studio L'erba cattiva.

## Descrizione
Il testo del brano è stato scritto da Emis Killa insieme a Matteo Zanotto, e musicato e prodotto da Big Fish, Alessandro Erba e Marco Zangirolami. Musicalmente il brano è una ballata pop rap. Riguardo al testo del brano, lo stesso Emis Killa ha commentato:
Nel mese di dicembre 2013 il singolo viene certificato disco di platino per le oltre 30 000 copie vendute, salite a 50 000 copie nel corso del 2015.

## Video musicale
Per il brano è stato realizzato anche un videoclip, il quale ha raggiunto più di 15 milioni di visualizzazioni su YouTube in meno di otto mesi. Ad oggi nel 2024 il numero supera i 60 milioni.

## Classifiche
| Classifica (2012) | Posizione massima |
| ----------------- | ----------------- |
| Italia            | 21                |